# Luostarinmäki

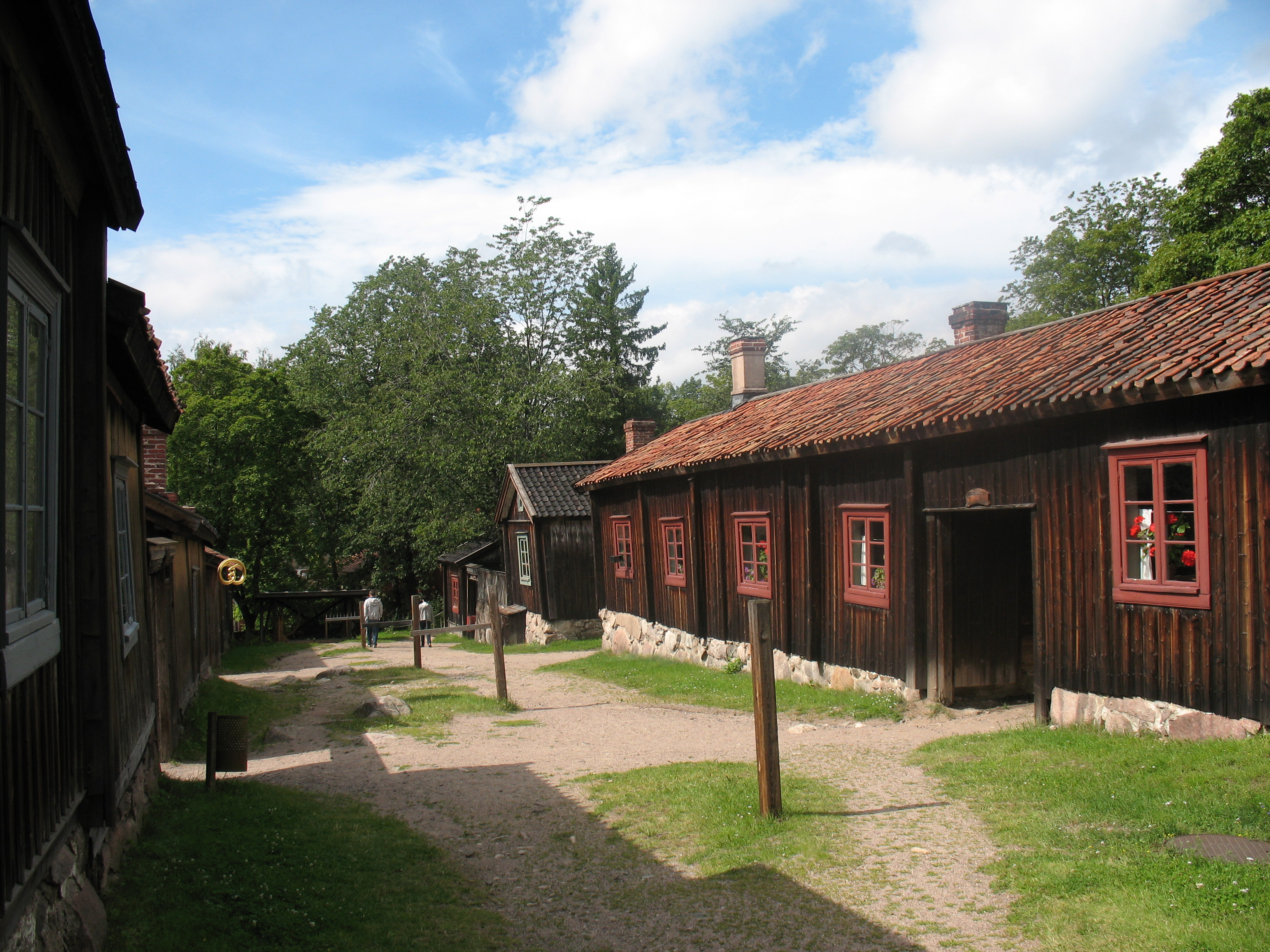
Museo de artesanía Luostarinmäki.

El Museo de artesanía Luostarinmäki  (en finés: Luostarinmäen käsityöläismuseo, en sueco: Hantverksmuseet på Klosterbacken; Claustro de la Colina de Museo de Artesanías) es un museo al aire libre en Turku, Finlandia. El museo consta de 18 manzanas de edificios en su ubicación original del siglo XVIII y de principios. El área del museo fue la única antigua zona residencial de la izquierda en 1940, cuando fue inaugurado el museo. La ubicación era la más grande área que no fue arrasada por el Gran Incendio de Turku. El museo recibió el premio Manzana de Oro del Turismo Internacional siendo el único sitio en Escandinavia en 1984.